# Lijst van vlaggen van Guyaanse deelgebieden
Dit artikel bevat een lijst van vlaggen van Guyaanse deelgebieden.

## Vlaggen van de Guyaanse regio's

Barima-Waini
Cuyuni-Mazaruni
Demerara-Mahaica
East Berbice-Corentyne
Essequibo Islands-West Demerara
Mahaica-Berbice
Pomeroon-Supenaam
Potaro-Siparuni
Upper Demerara-Berbice
Upper Takutu-Upper Essequibo